# Келвін Лердам
Келвін Лердам (нід. Kelvin Leerdam, нар. 24 червня 1990, Парамарибо) — нідерландський футболіст суринамського походження, півзахисник клубу МЛС «Лос-Анджелес Гелаксі».
Передусім відомий виступами за клуб «Феєнорд» та молодіжну збірну Нідерландів.

## Клубна кар'єра
У дорослому футболі дебютував 2008 року виступами за команду клубу «Феєнорд», за яку встиг зіграти 97 матчів, забити 5 голів. 
У 2013 році продовжив кар'єру у складі команди клубу «Вітессе»

## Виступи за збірні
У 2009 році дебютував у складі юнацької збірної Нідерландів, взяв участь у 3 іграх на юнацькому рівні.
З 2011 року залучався до складу молодіжної збірної Нідерландів. На молодіжному рівні зіграв у 19 офіційних матчах. Разом з командою брав участь у молодіжному чемпіонаті Європи з футболу (2013).

## Титули і досягнення
- Володар Кубка Нідерландів (1):

«Вітессе»: 2016-17